# La noia
"La noia" er en italiensk sang fra 2024 af Angelina Mango. Sangen vandt den italienske musikfestival Sanremo Festival og er Italiens bidrag til Eurovision Song Contest 2024 i Malmö.

## Hitlister
| Hitlister (2024)                  | Top position |
| --------------------------------- | ------------ |
| Kroatien (HRT)                    | 22           |
| Grækenland International (IFPI)   | 34           |
| Global 200 (Billboard)            | 110          |
| Italien (FIMI)                    | 4            |
| Italy Airplay (EarOne)            | 1            |
| Lithuania (AGATA)                 | 60           |
| San Marino (Radio San Marino RTV) | 2            |
| Schweiz (Schweizer Hitparade)     | 11           |